# Orkester Titanic
Orkester Titanic je bila slovenska pop glasbena skupina iz Ljubljane med leti 1981 in cca 1986.

## Člani
- el. guitar - Miha Štamcar
- keyboard - Sašo Solarevič
- vocals, Melodica - Miha Fras
- vocals, el. guitar - Vinci Anzlovar
- vocals - Suzana Jeklic
- trumpet - Janko Belin
- drums - Jani Sever / Zdravko Štamcar
- bass guitar Iztok Vidmar / Jani Hace / Dare Hočevar

## Diskografija
1. ↑  »Orkester Titanic - posnetki na youtube«.